# ان‌جی‌سی ۱۳۵
ان‌جی‌سی ۱۳۵ (به انگلیسی: NGC 135) یک کهکشان است که در صورت فلکی نهنگ قرار دارد.